# مملكة يانغ وو
مملكة يانغ وو هي إحدى الممالك التي كانت في فترة الممالك العشرة، حكمت (907-937) حتى تأسيس مملكة تانغ الجنوبية.